# Úřední povolení v dopravě

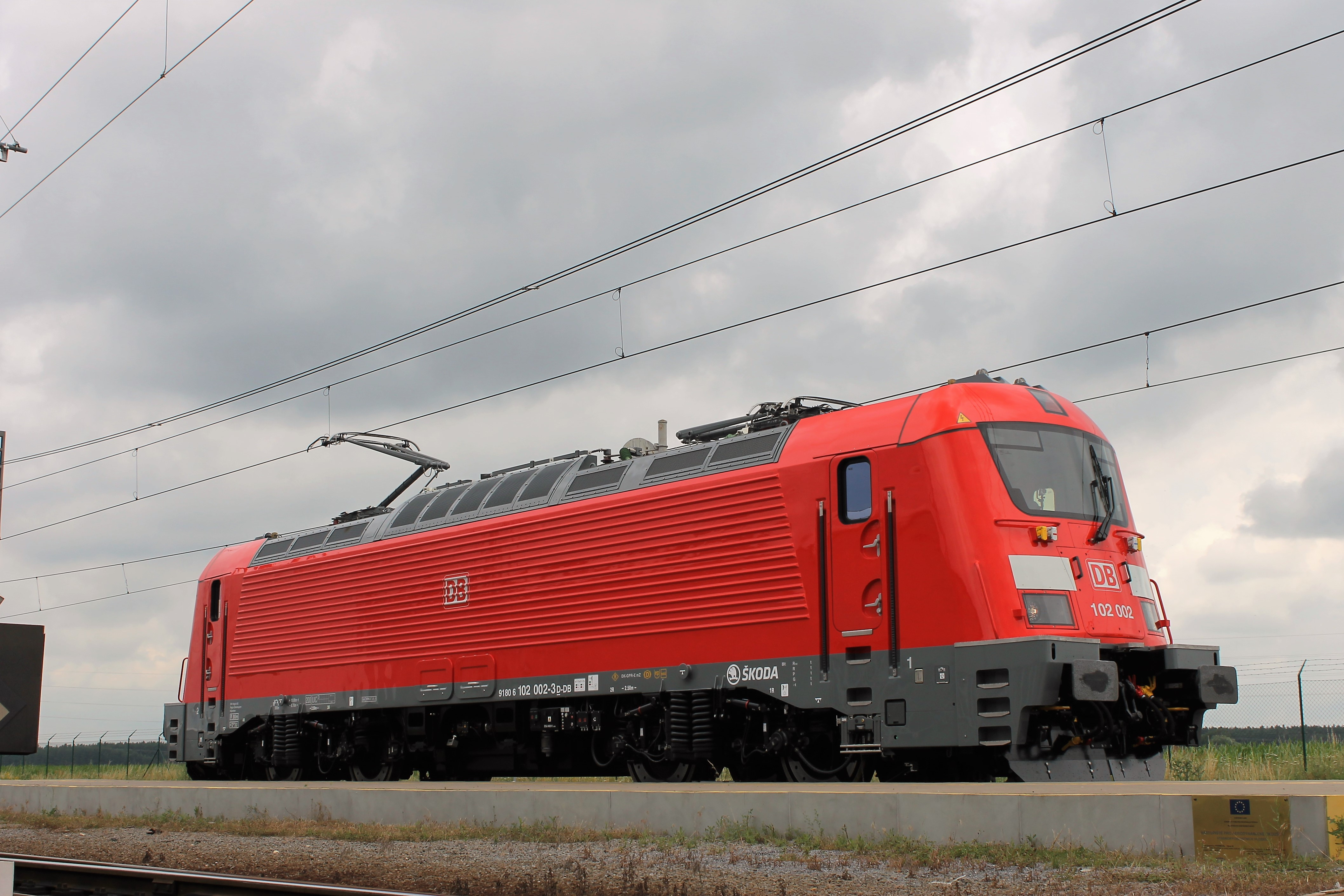
Lokomotiva Škoda 109E na železničním zkušebním okruhu v Cerhenicích

V oboru dopravy je k mnoha činnostem třeba zvláštního úředního povolení nebo dokladu. Ty se v různých případech nazývají různě: povolení, pověření, oprávnění, souhlas, koncese, licence, osvědčení, průkaz atd. 

## Silniční provoz a silniční doprava v České republice

### Řidičské oprávnění a řidičský průkaz
Řidičské oprávnění podle zákona č. 361/2000 Sb. (Zákon o silničním provozu) je podmínkou k řízení silničních motorových vozidel. Získává se zvlášť pro různé skupiny a podskupiny vozidel. Dokladem o řidičském oprávnění je řidičský průkaz. Oprávnění uděluje a průkaz vydává obecní úřad obce s rozšířenou působností podle místa trvalého pobytu žadatele. 
Bodový systém vyhodnocuje zjištěné přestupky při řízení vozidel jako postupné ztrácení odborné způsobilosti řidiče, které může v krajním případě vyvrcholit dočasným odebráním řidičského oprávnění. Pokud vlastník řidičského oprávnění získá postupně 12 trestných bodů, je mu úřadem odebrán řidičský průkaz. Stav konta bodového systému může osoba s identitou občana zjistit on-line na Portálu veřejné správy.  

### Průkaz profesní způsobilosti řidiče
Průkaz profesní způsobilosti řidiče je vyžadován navíc pro řízení nákladních automobilů a autobusů podle vymezení v zákoně č. 361/2000 Sb. 

### Průkaz způsobilosti vozidla
Průkaz způsobilosti vozidla musí mít podle zákona č. 56/2001 Sb., o podmínkách  provozu  vozidel na pozemních komunikacích. S výjimkou historických a sportovních vozidel vydává doklady vždy místně příslušný obecní úřad obce s rozšířenou působností. 
- Technický průkaz silničního vozidla se vydává pro silniční motorová vozidla a pro přípojná vozidla podléhající registraci. Pro zvláštní vozidla se vydává technický průkaz zvláštního motorového vozidla.
- Osvědčení o registraci silničního vozidla (resp. zvláštního motorového vozidla).
- Osvědčení o technické způsobilosti vozidla (nazývané též technické osvědčení silničního vozidla) se podle zákona má vydávat pro vozidla, která nepodléhají registraci.
- Historickým vozidlům se vydává průkaz historického vozidla, sportovním vozidlům průkaz sportovního vozidla. Tyto průkazy vydává obecní úřad krajského města s výjimkou Středočeského kraje, pro které je vydává městský úřad v Kolíně, pro Prahu vydává tyto průkazy magistrát.

### Oprávnění k podnikání v silniční dopravě
Podnikání v silniční dopravě upravuje zákon č. 111/1994 Sb., o silniční dopravě, který rozlišuje: 
- dopravu osobní malými vozidly (taxislužba),
- dopravu osobní velkými vozidly (autobusová doprava),
- dopravu nákladní vnitrostátní do 3,5 t a nákladní mezinárodní do 2,5 t (malá vozidla),
- dopravu nákladní mezinárodní od 2,5 do 3,5 t (doprava dodávkami),
- dopravu nákladní nad 3,5 t (velkými vozidly).

Podnikatel v dopravě (fyzická nebo právnická osoba), musí získat od živnostenského úřadu koncesi.
K získání koncese na dopravu malými vozidly není kromě bezúhonnosti nutné splnit další podmínky. 
K získání koncese na dopravu velkými vozidly a v zahraničí dodávkami je potřeba prokázat dobrou pověst, odbornou způsobilost a finanční způsobilost podle zákona č. 111/1994 Sb.. 

### Provozování pozemních komunikací
K vlastnění či provozování pozemních komunikací nevyžaduje zákon žádné zvláštní oprávnění, které by předem zajišťovalo dostatečnou kvalifikaci a spolehlivost vlastníka. Zatímco u komunikací vyšších kategorií, které vlastní stát nebo kraje a pro jejichž správu si zpravidla zřizují či zjednávají specializované firmy, bývá profesionalita přiměřeně zajištěna, problematické jsou místní komunikace, jejichž vlastníky jsou v samostatné působnosti obce včetně tzv. obcí I. stupně, a veřejně přístupné účelové komunikace, jejichž vlastníkem může být kdokoliv. Nedostatky mohou být řešeny teprve následně formou státního dozoru. 

## Provozování drah a drážní dopravy v České republice
Regulaci drážní dopravy v České republice obsahuje Zákon o dráhách, 266/1994 Sb., v platném znění. 

### Úřední povolení
Úřední povolení je podmínkou k provozování jakéhokoliv druhu dráhy spadající do působnosti Zákona o dráhách. Úřední povolení vydává příslušný drážní správní úřad.

### Osvědčení o bezpečnosti provozovatele dráhy
Osvědčení o bezpečnosti provozovatele dráhy je podmínkou k provozování dráhy celostátní nebo regionální. Toto osvědčení vydává drážní správní úřad vždy na dobu 5 let. 

### Licence
Licence k provozování drážní dopravy je podmínkou k provozování dopravy (veřejné i neveřejné) na jakémkoliv druhu dráhy spadajícím do působnosti Zákona o dráhách. Licenci uděluje příslušný drážní správní úřad. Licence k provozování drážní dopravy udělená úřadem členského státu Evropských společenství platí na území České republiky.
Na dráze celostátní a regionální je další podmínkou provozování dopravy přidělení kapacity dopravní cesty. 

### Osvědčení dopravce
Osvědčení dopravce je doklad, který dopravci vydává drážní správní úřad na dobu nejvýše 5 let. Osvědčení dokládá, že organizační struktura, vnitřní předpisy, odborné zajištění a systém řízení zajišťují bezpečnou činnost dopravce při provozování drážních vozidel a určených technických zařízení. 

### Průkaz způsobilosti k řízení
Průkaz způsobilosti k řízení drážního vozidla dokládá potřebný věk, výcvik, vzdělání, spolehlivost a zdravotní způsobilost konkrétní fyzické osoby. Průkaz vydává příslušný drážní správní úřad. 

### Průkaz způsobilosti drážního vozidla
Technická způsobilost drážních vozidel se prokazuje shodou se schváleným typem. 
Všechna drážní vozidla na dráze tramvajové, trolejbusové nebo lanové, všechna hnací drážní vozidla, železniční tažená vozidla pro rychlost nad 160 km/h musí mít navíc ještě individuální průkaz způsobilosti vozidla od drážního správního úřadu. (Tento průkaz tedy nepotřebují pouze tažené osobní i nákladní železniční vozy pro rychlost nejvýše do 160 km/h). 

### Průkaz způsobilosti určeného technického zařízení
Průkaz způsobilosti určeného technického zařízení je doklad, který musí mít určená zařízení tlaková,  plynová,  elektrická,  zdvihací, dopravní, pro  ochranu před účinky atmosférické a statické elektřiny a  pro  ochranu  před  negativními účinky zpětných trakčních proudů, která slouží  k  zabezpečení  provozování  dráhy  nebo  drážní  dopravy  nebo lyžařských vleků. Průkaz vydává příslušný drážní správní úřad. 

## Oprávnění ve vnitrozemské plavbě v České republice
Regulací vodní dopravy stanovuje Zákon o vnitrozemské plavbě, 114/1995 Sb.

### Doklady a oprávnění k plavidlům
K provozu plavidla nebo plovoucího zařízení vydává plavební úřad osvědčení plavidla (t. j. lodní osvědčení nebo osvědčení plovoucího zařízení). Osvědčení plavidla dokládá i vlastnický vztah k plavidlu. Osvědčení plavidla může být vydáno jen za podmínky, že je schválena způsobilost určených technických zařízení, která jsou na plavidle instalována. Vybraná malá plavidla evidenci nepodléhají. 
Výrobci vydává plavební úřad průkaz způsobilosti typu plavidla. Typové osvědčení plavidla pak vydává výrobce pro každé konkrétní vyrobené plavidlo. 

### Průkazy způsobilosti posádky plavidla
Podmínkou k vedení plavidla je průkaz způsobilosti vůdce plavidla. Pro některé další vyhláškou vymezené funkce v posádce vyžaduje zákon průkaz způsobilosti člena posádky plavidla.  

### Koncese  k  provozování  vodní  dopravy
Koncese  k  provozování  vodní  dopravy je nezbytná k provozování vodní dopravy pro cizí potřeby a se vydává podle živnostenského zákona. Plavební úřad vydává v koncesním řízení stanovisko. 

### Správa vodní cesty
Vodní cestu (vodní tok nebo vodní plochu) spravuje její vlastník nebo správce. K této činnosti nepotřebuje žádné zvláštní oprávnění. Správce vodní cesty má některé povinnosti a omezení ze zákona. 
Přístav (veřejný i neveřejný) lze zřizovat a provozovat jen se souhlasem plavebního úřadu a za podmínek jím stanovených.

## Civilní letectví v České republice
Podmínky pro civilní letectví stanoví Zákon o civilním letectví (49/1997 Sb. v platném znění). Podle § 50 a 51 se podmínky tohoto zákona do značné míry vztahují i na létání vojenských, policejních a celních letadel. 

### Osvědčení letové způsobilosti letadla
Osvědčení letové způsobilosti pro jednotlivá letadla vydává Úřad pro civilní letectví nebo jím pověřená osoba na základě shody se schváleným typem a ověření letové způsobilosti nebo na základě posouzení jednotlivého výrobku. Letadla bez tohoto průkazu mohou létat jen na základě souhlasu ke zkušebnímu létání. Zvláštnímu režimu podléhají sportovní létající zařízení. 
Letadlo způsobilé létat bez pilota  může létat nad  územím České republiky jen na základě povolení vydaného Úřadem pro civilní letectví. 

### Podmínky k provádění letů

#### Licence k obchodní letecké dopravě
Obchodní leteckou dopravu (t. j. pro cizí potřeby za úplatu, a to pravidelnou i nepravidelnou, vnitrostátní i mezinárodní) lze provozovat jen na základě k tomu vydané licence. Vydává ji Úřad pro civilní letectví. 

#### Osvědčení leteckého dopravce
Osvědčení leteckého dopravce (AOC, Air operator certificate) osvědčuje, že vnitřní organizační struktura, systém řízení, splnění podmínek pro letadla, letecký personál atd. zajišťují bezpečnost letového provozu. Vydává je Úřad pro civilní letectví. 

#### Provozní oprávnění
Provozní oprávnění cizího státu je podmínkou pro provozování obchodní letecké dopravy na jeho území. Záměr podat u cizího státu žádost o provozní oprávnění musí dopravce předem projednat s Ministerstvem dopravy České republiky. Zahraničním dopravcům (mimo dopravce ze zemí Společenství) uděluje MD ČR k provozování dopravy do České republiky povolení. 

#### Přepravní práva
Ministerstvo dopravy rozhoduje o udělení přepravních práv. 

#### Letecká činnost pro vlastní potřebu
Leteckou činnost (lety) pro vlastní potřebu je možno provozovat jen na základě povolení vydaného Úřadem pro civilní letectví. 

#### Letecké činnosti pro potřeby státu
Letecké činnosti pro potřeby státu (přeprava ústavních činitelů, výkon státní správy) lze provádět jen se souhlasem státu zastoupeného vládou. 

#### Letecké práce a letecká veřejná vystoupení
Letecké práce a letecká veřejná vystoupení lze provádět jen na základě povolení Úřadu pro civilní letectví. 

#### Rekreační a sportovní lety
K rekreačním a sportovním letům (včetně osobní dopravy), které nejsou prováděny za účelem zisku, není třeba zvláštní povolení, pokud jsou provozovány letadly s maximální vzletovou hmotností menší než 5,7  t a s celkovým počtem sedadel pro cestující menším než 9.

### Průkaz způsobilosti leteckého personálu
Průkaz způsobilosti leteckého personálu vydává (nebo, byl-li vydán v zahraničí, uznává) Úřad pro civilní letectví. Průkaz musí mít výkonní letci, obsluhující personál a pozemní letecký personál, druhy průkazů stanoví vyhláška, zákon výslovně jmenuje pilotní průkaz. Zákon stanoví podmínky uznání zahraničního průkazu pilota, leteckého  navigátora nebo palubního inženýra. 

### Povolení provozovat letiště
Povolení provozovat letiště vydává Úřad pro civilní letectví. Provozovatel letiště má různé povinnosti a omezení ze zákona, stát má na letiště předkupní právo. 

### Osvědčení způsobilosti letiště
Osvědčení způsobilosti letiště vydává Úřad pro civilní letectví. Ten je také speciálním stavebním úřadem pro všechny letecké stavby. 

### Letecké služby
Letové provozní služby pro civilní létání včetně letištních služeb může provozovat jen osoba pověřená Úřadem pro civilní letectví. 
Letovou navigační službu vykonává na základě pověření Úřadem pro civilní letectví právnická osoba, která má k této činnosti osvědčení. 
Leteckou telekomunikační službu, leteckou meteorologickou službu, leteckou informační službu, službu při předletové přípravě a monitorování letu a služby při odbavovacím procesu na veřejném letišti smí provozovat jen osoba se souhlasem Úřadu pro civilní letectví. 
Leteckou službu pátrání a záchrany zajišťují společně ministerstva dopravy, obrany a vnitra. 